# Persona (identitat)

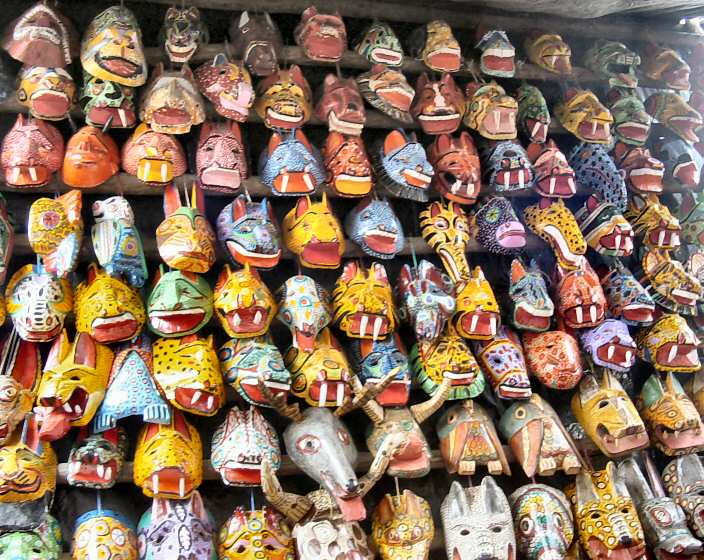
«Persona» significa literalment «màscara», encara que normalment no es refereix a una màscara literal sinó a les «màscares socials» que segons unes teories tots els éssers humans portarien.

Una persona, segons el context, és la imatge pública de la pròpia personalitat, el paper social que adopta o simplement un personatge de ficció. La paraula deriva del llatí persona, que vol dir una màscara teatral que representava el caràcter del personatge; per tant, l'expressió dramatis personae, que designa el conjunt dels personatges d'una obra. A la web social, els usuaris desenvolupen persones virtuals com a identitats en línia. Sovint hi ha confusió com què en anglès hi ha dues paraules person que significa «persona» o «particular» i persona, que significa en català «personatge o imatge».

## En literatura

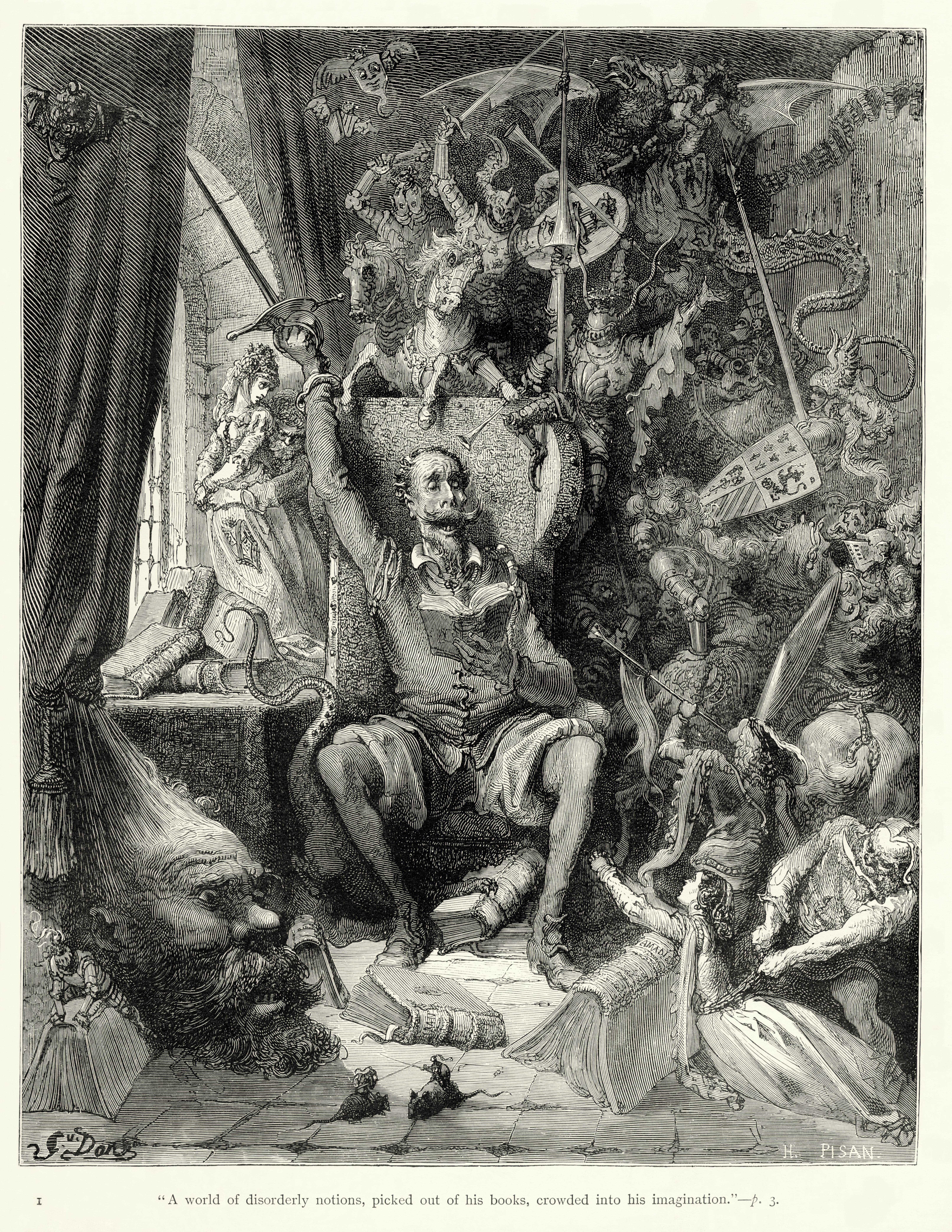
La persona de l'obra literària El Quixot. Gravat de Gustave Doré.

En literatura, el terme generalment fa referència a un personatge establert per un autor, aquell en la veu del qual transcorre tota o part d'una narració. És la veu escollida per l'escriptor amb una finalitat artística determinada, amb un estil d'expressió que mostra el gust, l'emoció, els prejudicis o altres característiques pròpies d'una personaliat humana. Pot tractar-se d'un personatge de l'obra o bé ser un narrador sense nom, i només coneixem la persona a través d'allò que presenta al lector: les seves pròpies paraules i pensaments. De vegades la persona és utilitzada pels autors per expressar creences, idees i veus que no poden mostrar lliurement.
Al conte "El paper de paret groc" de l'escriptora Charlotte Perkins Gilman la narradora femenina constitueix una persona. Poetes com Robert Browning, Ezra Pound i T. S. Eliot estan fortament associats amb aquestes veus narratives, com l'escriptor Luigi Pirandello. Aquests escriptors van entendre el terme de manera lleugerament diferent i van derivar el seu ús i significat de diferents tradicions. Exemples de persones d'Eliot van ser J. Alfred Prufrock (que narra el poema "The Love Song of J. Alfred Prufrock") i Sweeney (Sweeney Agonistes). Pound va desenvolupar personatges com Cino, Bertran de Born, Propertius i Mauberley en resposta a figures dels monòlegs dramàtics de Browning. Mentre que Eliot utilitzava "màscares" per allunyar-se d'aspectes de la vida moderna que trobava degradants i repulsius, els personatges de Pound eren sovint poetes i es podien considerar en bona part alter egos. Per a Pound, les persones eren una manera de treballar un problema poètic concret; en aquest sentit, la persona és una màscara transparent, que porta els trets de dos poetes i que respon a dues situacions, antiga i nova, semblants i superposades.
Per a Pirandello, la persona és el concepte de màscara: «cadascú de nosaltres creu que és un de sol, però això és una assumpció falsa; cadascun de nosaltres és tants, tants, totes les potencialitats de l'ésser que hi ha en nosaltres... Coneixem únicament una part de nosaltres mateixos, i amb tota probabilitat, la menys significativa». Per a l'autor italià, existeix una màscara interna, que només veu el propi individu, i diverses màscares externes, que són les que fa servir amb els altres i per les quals és conegut; aquestes, al seu torn, poden ser imposades per la societat (i de les quals no se'n pot desfer per culpa de l'opinió pública) o bé creades per l'individu. Segons l'antropòleg Marcel Mauss, quan la persona (les característiques pròpies d'un individu, les funcions i els deures pressuposats i definits per una comunitat determinada) i la màscara (el «jo», la consciència del seu cos físic i disposició mental) s'uneixen es constitueix la pròpia identitat. Un exemple d'això és la seva obra Il fu Matia Pascal, a la qual el seu protagonista adopta tres màscares d'identitat per intentar alliberar-se de les diverses pressions de la vida a la ciutat.
A la seva novel·la El Quixot, Miguel de Cervantes construeix les persones dels seus personatges utilitzant-los, fent que es defineixin pel que diuen o fan, o a través dels altres, que transmeten judicis i opinions sobre els seus companys, definint-se a si mateixos; a més, el narrador ofereix descripcions de les qualitats físiques i morals d'aquestes persones, i en narra les seves accions. L'autor construeix la persona del Quixot des del principi, com afirma la portada del primer Quixot («El ingenioso hidalgo don Quijote de la Mancha, compuesto por Miguel de Cervantes»), però l'autor insisteix en la responsabilitat inevitable del lector per entendre el llibre segons el seu propi enteniment i, per tant, per construir el seu propi Quixot. L'hispanista i cervantista estatunidenc Carroll Johnson afirma: «Cervantes no ofereix personatges sinó la possibilitat de construir vides. (...) Ha sabut proporcionar materials discursius tals que demanen que em pregunti per les motivacions ocultes dels personatges, i que em permeten, o autoritzen, o simplement forcen que els construeixi una vida que desborda els límits del text verbal.»
En l'anàlisi literària, qualsevol veu narrativa que parla en primera persona i que sembla definir un personatge en particular es coneix sovint com a persona. Es contrasta amb una veu narrativa en tercera persona, generalment considerada més objectiva i impersonal. Hi ha casos límit, com el "nosaltres" que apareix tard al poema d'Edwin Arlington Robinson i funciona com un cor en una tragèdia grega, però en general qualsevol narrador identificable el punt de vista o la manera de parlar del qual el distingeix clarament de l'autor es considera una persona literària.
A la fanficció i a les històries en línia, les persones poden reflectir especialment l'autoinserció dels autors.

## En música

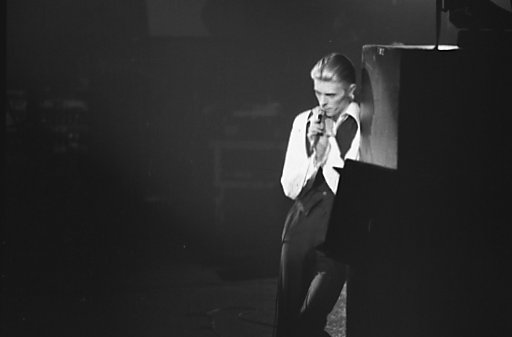
David Bowie com a The Thin White Duke als Maple Leaf Gardens de Toronto (1976).

Normalment, els intèrprets assumeixen un paper que coincideix amb la música que canten a l'escenari, tot i que també poden ser compositors. Molts intèrprets fan ús d'una persona. Alguns artistes creen diversos personatges, sobretot si la seva carrera és llarga i pateixen molts canvis al llarg del temps. Per exemple, David Bowie va adoptar inicialment un paper com a missatger alienígena Ziggy Stardust, i més tard com a The Thin White Duke. Més que pseudònims artístics, les persones són personatges independents utilitzats en els espectacles i àlbums de l'artista (en aquest exemple, The Rise and Fall of Ziggy Stardust and the Spiders from Mars i Station to Station).
Tanmateix, a la música, una persona no sempre significa un canvi. Alguns autors han assenyalat que el carisma de Bob Dylan es deu en gran part a la seva imatge gairebé estereotipada, sempre amb harmònica, guitarra i amb els seus distintius cabells, veu nasal i roba. La persona també serveix per reivindicar un dret o per cridar l'atenció sobre un determinat tema. Aquest és el cas de Marilyn Manson i el seu interès per la mort i la morbilitat, i Madonna i el seu interès per la sexualitat.
El concepte de persona en la música va ser introduït per Edward T. Cone al seu The Composer's Voice (1974), que tractava de la relació entre el jo líric de la lletra d'una cançó i el seu compositor. El concepte de persona es pot utilitzar per referir-se també a un instrumentista, com un pianista i el seu estil al tocar, encara que el terme s'utilitza més habitualment per referir-se als matisos de veu i interpretació d'un vocalista en un àlbum d'estudi o en un concert en directe. En són exemples Maria Bethânia, Elis Regina, Édith Piaf, Nina Simone i també Mick Jagger de The Rolling Stones, que pren l'aparença de Satanàs a la cançó "Sympathy for the Devil" o d'una mestressa de casa a "Slave". Sgt. Pepper's Lonely Hearts Club Band de The Beatles, presenta una persona de grup, que inclou el personatge Billy Shears "interpretat pel" bateria Ringo Starr.
Cada membre del grup de noies Spice Girls va adoptar persones basades en els sobrenoms que els va donar la premsa britànica. Segons Music Week, aquestes persones ("Ginger", "Posh", "Baby", "Sporty" i "Scary") van tenir un paper clau en la comercialització internacional del grup. La Spice Girl Melanie C va dir més tard que les persones eren "com un mecanisme de protecció perquè era com posar-se aquesta armadura de ser aquest, aquest personatge, en lloc de ser realment tu."
Artistes com Lady Gaga, Nicki Minaj i Beyoncé van popularitzar l'ús de persones en la interpretació de la música pop. Jo Calderone, la persona de Lady Gaga, va actuar als MTV Video Music Awards 2011. Jo representa una persona drag masculina, i l'utilitza sovint en la interpretació de la seva cançó, "Yoü and I". Minaj, una raper bubblegum, empra múltiples personatges, que van des del que ella anomena Harajuku Barbie fins a Roman Zolanski, un homosexual polonès. Les persones van ser molt utilitzades en el seu àlbum Pink Friday: Roman Reloaded. La persona de Beyoncé, Sasha Fierce, apareix a l'àlbum I Am... Sasha Fierce; segons Beyoncé, Sasha és el seu costat més salvatge, emergeix durant les actuacions escèniques d'alt octanatge i serveix com una mena de boc expiatori per a un comportament "impropi d'una dama".

## En màrqueting i disseny d'experiència d'usuari
En màrqueting i publicitat es fan servir una avatars client (en argot anglès buyer persone que representa un grup o segment de clients perquè l'empresa pugui centrar els seus esforços. Per exemple, les agències de publicitat en línia poden controlar les imatges, l'historial de navegació i els anuncis que les persones que naveguen per Internet solen seleccionar o fer-hi clic, i en funció d'aquestes dades adapten la seva mercaderia a un públic objectiu o descriuen millor els segments de clients mitjançant un enfocament basat en dades.
Les persones també s'utilitzen en el disseny d'experiència d'usuari, conegudes com a persones usuàries. Alan Cooper va introduir persones al seu llibre The Inmates Are Running the Asylum (1998), on interpretava personatges ficticis per tal d'ajudar a resoldre qüestions de disseny. Aquestes persones s'han de basar en la recerca dels usuaris i també es poden descriure en forma narrativa. Crear persones s'ha convertit en sinònim de crear un document, conegut com a perfil de persona, en lloc d'una "activitat de joc de rol empàtic".

## En psicoanàlisi
En la filosofia psicoanalítica, el personatge és la personalitat (la màscara fictícia) que es presenta al món i el rol que es respresenta en públic quan s'intenta causar una impressió particular, parlant i actuant d'una manera diferent a com es fa habitualment, utilitzant l'aparença, la veu i el llenguatge corporal per a presentar una personalitat determinada.
Segons Carl Jung i la psicologia jungiana, la persona també és la màscara o aparença amb la qual es presenta al món. Podria aparèixer en somnis sota diferents disfresses. Els personatges poden optar per portar una màscara social o utilitzar una personatge per semblar més desitjables socialment. S'utilitza per impressionar parelles potencials o per fer nous amics. La gent pot tenir múltiples personatges que fan servir en diverses situacions; això pot incloure la feina, estar amb els amics, a casa, etc. En funció de la circumstància de l'individu, es pot crear un personatge que consideri més adaptada a una situació social concreta perquè posa més èmfasi en les interaccions socials.
 Carl Jung va advertir sobre l'ús excessiu de les personatges, tement que es pogués perdre la individualitat pròpia per la persona. Segons un estudi, això podria ser cert fins a cert punt, quan es fa una prova d'autoavaluació privada, hi ha una alta correlació entre com es valora una persona i com es presenta en públic. És difícil saber si les personatges omplen amb precisió la prova o responen allò que consideren desitjable.
En un assaig Danielle Jackson, pretè que la personalitat d'una persona pot variar en salut. Com més sana és una persona, més acceptable i coherent socialment es manté. Tanmateix, una vegada que algú comença a creure que és el seu personatge, pot tenir efectes adversos en la seva personalitat. James Hillman creia que una vegada que algú perd la seva identitat per una personatge, esdevindria una figura arquetípica. En perdre l'ego, la persona esdevindria una personalitat d'una forma arquetípica. Tanmateix, quan això passa, la persona esdevindria inestable i no podria actuar fora del personatge.